# جانوران شگفت‌انگیز: جنایات گریندل‌والد
جانوران شگفت‌انگیز: جنایات گریندل‌والد (انگلیسی: Fantastic Beasts: The Crimes of Grindelwald) یک فیلم در ژانر فانتزی؛ محصول سال ۲۰۱۸ و به کارگردانی دیوید ییتس است. فیلم‌نامه این فیلم توسط جی.کی. رولینگ نوشته شده و دنباله‌ای بر فیلم جانوران شگفت‌انگیز و زیستگاه آن‌ها (۲۰۱۶) است. این فیلم محصول مشترک آمریکا و انگلستان است. جنایات گریندل‌والد؛ دومین قسمت از مجموعه جانوران شگفت‌انگیز و در مجموع دهمین فیلم از دنیای جادوگری جی.کی. رولینگ به شمار می‌رود که رخدادهای آن پیش از مجموعه‌فیلم‌های هری پاتر رقم می‌خورد. ادی ردمین، کاترین واترستون، آلیسون سودول، زوئی کراویتز، دن فوگلر، ازرا میلر و جانی دپ همه نقش‌های خود در قسمت اول را در این فیلم نیز تکرار کرده و جود لا و کالوم ترنر به گروه بازیگران اضافه شده‌اند. داستان فیلم در سال ۱۹۲۷ و بعد از وقایع قسمت اول دنبال می‌شود. بعد از فرار گلرت گریندل‌والد از زندان، نیوت اسکمندر از طرف آلبوس دامبلدور مأمور می‌شود جلوی او را بگیرد و این در حالی است که دنیای جادوگری دچار فروپاشی شده و پیروزی بر گریندل‌والد بدون اتحاد کاری سخت به نظر می‌رسد.
جانوران شگفت‌انگیز:جنایات گریندل‌والد به صورت دوبعدی، سه‌بعدی و آی‌مکس در تاریخ ۱۶ نوامبر ۲۰۱۸ به روی پرده رفت. فیلم با واکنش متوسطی از سوی منتقدان همراه شد. منتقدان ارزش‌های فنی فیلم و تیم بازیگری (به خصوص بازی جود لا و جانی دپ) را ستودند اما از موضوع فیلم و روایت پیچیده آن انتقاد کرده و بر این باور هستند که فیلم جزئیات زیادی را برای فیلم‌های آینده نگه داشته‌است. جنایات گریندل‌والد کمترین نمرات را در میان آثار دنیای جادوگری جی.کی. رولینگ از راتن تومیتوز و متاکریتیک دریافت کرده‌است. جنایات گریندل‌والد ۶۵۴ میلیون دلار در سراسر جهان فروش کرد در حالی که بودجه ساختش ۲۰۰ میلیون دلار بوده‌است.
دنباله این فیلم با نام جانوران شگفت‌انگیز: اسرار دامبلدور در ۱۵ آوریل ۲۰۲۲ اکران شد.

## خلاصه داستان
فیلم در سال ۱۹۲۷، چندین ماه پس از دستگیری جادوگر سیاه بدنام گلرت گریندل‌والد آغاز می‌شود. با این حال، گریندل‌والد همان‌گونه که قول داده بود موفق به فرار پر سر و صدایی از زندان شده و مشغول گرد آوردن طرفداران بیشتری برای آرمان خود، یعنی ترفیع جایگاه جادوگران بر تمام مخلوقات غیرجادویی، بوده‌است. تنها کسی که شاید بتواند او را متوقف کند جادوگری است که زمانی عزیزترین دوست او شناخته می‌شد، آلبوس دامبلدور. اما دامبلدور به کمک جادوگری نیاز خواهد داشت که پیش از این یک بار گریندل‌والد را با شکست روبرو کرده‌است، دانش‌آموز سابقش نیوت اسکمندر. طی ماجرایی نیوت دوباره با تینا، کویینی و جیکوب همراه می‌شود اما مأموریت او باعث خواهد شد وفاداری آن‌ها به آزمایش گذاشته شود و در عین حال در دنیای جادوگری که روزبه‌روز خطرناک‌تر و متفرق‌تر می‌شود با خطرهای جدیدی روبرو شوند.

## بازیگران
- ادی ردمین در نقش نیوت اسکمندر: جادوگر جانورشناس بریتانیایی و عضو بخش جانوران وزارت سحر و جادوی بریتانیا.
  - جاشوا شیا جوانی نیوت را به تصویر می‌کشد.
- کاترین واترستون در نقش پورپنتینا «تینا» گلدستین: کارآگاه کنگره جادویی ایالات متحده آمریکا و عضو تیم تحقیق.
- دن فوگلر در نقش جیکوب کوالسکی: یک بی‌جادو که قبلاً در جنگ جهانی اول شرکت کرده و قبل از پاک شدن حافظه‌اش عاشق کویینی بوده‌است.
- آلیسون سودول در نقش کویینی گلدستین: خواهر جوان‌تر و جذاب تینا و یک ذهن‌جوی ماهر.
- ازرا میلر در نقش کریدنس بربون: یک پسرخوانده که مورد آزار قرار گرفته بود و به دلیل سرکوب توانایی‌های جادویی‌اش تبدیل به تیره‌گر شده بود.
- جانی دپ در نقش گلرت گریندل‌والد: جادوگر سیاه و خبیث که موجب وحشت در تمام اروپا گردیده‌است و یک رابطه اسرارآمیز با دامبلدور داشته‌است.
- جود لا در نقش آلبوس دامبلدور: بزرگ‌ترین جادوگر تاریخ و استاد درس تغییرشکل در مدرسه علوم و فنون جادوگری هاگوارتز و دوست سابق گریندل‌والد.
- زوئی کراویتز در نقش لیتا لسترنج: معشوقهٔ سابق نیوت و نامزد فعلی برادرش.
- کالوم ترنر در نقش تیسیوس اسکمندر: برادر نیوت و کارآگاه سازمان اجرای قوانین جادویی بریتانیا.
- کلودیا کیم در نقش نگینی: یک مالدیکتوس (کسی که خونش طلسم شده و به یک جانور تبدیل می‌شود) که یکی از جاذبه‌های اصلی سیرک جادوگری است. وی در داستان‌های هری پاتر مار ولدمورت بوده‌است.
- ویلیام نِیدیلَم: در نقش یوسف کاما: یک جادوگر فرانسوی-سنگالی که سال‌های زیادی را صرف جست‌‌وجو به دنبال کریدنس کرده و بالأخره او را در سیرک آرکینوس در پاریس یافته‌است.
- کارمن اجوجو در نقش سرافینا پیکوئری: رئیس‌ کنگرهٔ جادویی ایالات متحده آمریکا.
- کِوین گاثری در نقش اَبرناتی: سرپرست سابق تینا و کویینی در ماکوزا که حالا از پیروان وفادار گریندل‌والد است.
- پاپی کوربی توئش در نقش ویندا روزیه: دست راست وفادار گریندل‌والد.
- اولافور داری اولافسون در نقش اسکِندِر: رئیس ظالم سیرک جادوگری آرکینوس.
- برانتیس یودوروفسکی در نقش نیکلاس فلامل: دوست و همکار دامبلدور و مخترع سنگ جادو.
- اینکوار اکرت سیگورثون در نقش گریمسون: یک جایزه‌بگیر قدرتمند.
- جسیکا ویلیامز در نقش لَلی هیکس: معلم مدرسه علوم و فنون جادوگری ایلوِرمونی.
- آلوِن فوئره در نقش مِلوسین: مسئول اسناد وزارت سحر و جادوی فرانسه.

## دنباله
ابتدا، در اکتبر ۲۰۱۴، استودیو اعلام کرد که مجموعه‌ی جانوران شگفت‌انگیز سه‌گانه خواهد بود. در ژوئیهٔ ۲۰۱۶، دیوید ییتس اعلام کرد رولینگ فیلم‌نامهٔ دومین قسمت را نوشته و برای قسمت سوم نیز ایده‌هایی دارد. طبق برنامه، سومین قسمت در سال ۲۰۲۲ اکران خواهد شد. در اکتبر ۲۰۱۶، رولینگ اعلام کرد این مجموعه شامل پنج فیلم خواهد بود. سومین فیلم این مجموعه به نام جانوران شگفت انگیز: اسرار دامبلدور در سال ۲۰۲۲ اکران شد.